# Walter Bieber
Walter Bieber (* 20. Oktober 1948 in Sieglar, Siegkreis; † 20. Januar 2017 in Troisdorf) war ein deutscher Politiker der SPD.
Er lebte in Troisdorf, war verheiratet und hatte zwei Söhne, sowie eine Enkeltochter.

## Ausbildung und Beruf
Nach dem Besuch der Volksschule und des Gymnasiums absolvierte Walter Bieber von 1964 bis 1967 eine Ausbildung zum Starkstromelektriker, die er 1967 mit der Facharbeiterprüfung abschloss. Bis September 1970 arbeitete er in diesem Beruf. Auf dem zweiten Bildungsweg erwarb er 1969 die Fachschulreife und 1972 das Abitur. Er belegte von 1973 bis 1977 ein Studium der Rechts- und Staatswissenschaften an der Universität Bonn. Ab 1977 war Bieber Assistent und seit 1981 wissenschaftlicher Mitarbeiter bei einem Mitglied des Bundestages. Als Referent der stellvertretenden Vorsitzenden der SPD-Fraktion im Deutschen Bundestag, Ingrid Matthäus-Maier fungierte er von 1984 bis 1995. Von Mai 1995 bis Juni 2000 war er Mitglied des Landtages von Nordrhein-Westfalen.
Seit Dezember 2000 arbeitet er als Leiter der Stabsstelle „Sonderaufgaben der Geschäftsführung, Region und Verkehrspolitik“ bei der Flughafen Köln/Bonn GmbH. Seit dem 1. Mai 2014 war Walter Bieber  im Ruhestand.
Er starb am Morgen des 20. Januar 2017 im Alter von 68 Jahren.

## Politik
Walter Bieber war seit 1970 Mitglied der SPD. Seit 1973 war er Vorstandsmitglied und von 1995 bis 2000 Vorsitzender der SPD Troisdorf. Des Weiteren war er von 1975 bis 2001 Stadtverordneter und von 1982 bis 1998 Vorsitzender der SPD-Fraktion im Rat der Stadt Troisdorf. Von Oktober 1998 bis Oktober 1999 war er der letzte ehrenamtliche Bürgermeister der Stadt Troisdorf. Nach der Kommunalwahl 1999 gab es aufgrund der geänderten Gemeindeordnung in NRW nur noch den Hauptamtlichen Bürgermeister an der Spitze von Rat und Verwaltung.
Walter Bieber war direkt gewähltes Mitglied des 12. Landtags vom Nordrhein-Westfalen von 1. Juni 1995 bis zum 1. Juni 2000 für den Wahlkreis 030 Rhein-Sieg-Kreis IV (Siegburg, Troisdorf, Niederkassel).
Er war Mitglied des Vorstandes der SPD-Landtagsfraktion, Mitglied im Verkehrsausschuss und Sprecher der SPD in der Enquête-Kommission des Landtages „Zukunft der Mobilität“.
1998 wurde er als Experte in die „Arbeitsgruppe Integrierte Verkehrspolitik“ beim Bundesminister für Verkehr, Bau und Wohnungswesen berufen (Abschluss 2002).
Am 23. Mai 1999 war er Mitglied der Bundesversammlung zur Wahl des Bundespräsidenten.

## Ehrenamtliche Tätigkeit
- Aufsichtsrat Rhein-Sieg-Verkehrsgesellschaft (1975–1984)
- Aufsichtsrat Bürgerhaus Troisdorf GmbH (1979–2000, 15 Jahre AR-Vorsitzender)
- Aufsichtsrat TroiKomm GmbH (1995–2005)
- Aufsichtsrat der Wohnungsbaugenossenschaft Troisdorf e.G. (1998–2008, 6 Jahre AR-Vorsitzender)
- Aufsichtsrat der Stadtwerke Troisdorf GmbH (1993–2014)

Walter Bieber war seit 1970 Mitglied der Arbeiterwohlfahrt und seit 2000 Mitglied des Lions Club Troisdorf mit Präsidentschaft im Lions-Jahr 2011/2012.
Am 23. Juni 2004 wurde ihm durch Bundespräsident Johannes Rau das Verdienstkreuz am Bande des Verdienstordens der Bundesrepublik Deutschland verliehen.